# 裕华区
裕华区是河北省石家庄市下辖的一个市辖区。位于石家庄市东南。區人民政府駐塔南路169號。
裕华区是2001年3月石家庄市区划调整成立的新区，总面积60.8平方公里，辖1个镇、9个街道。

## 历史
2001年1月22日，中华人民共和国国务院批准撤销石家庄市郊区，设立石家庄市裕华区。将正定县的留村乡、二十里铺镇，栾城县方村镇的方村、南焦、南王、赵卜口、宋村、东荆壁、西荆壁、贾村、台上、位同、南栗、南位12个村和长安区的裕东、裕华路、东大街3个街道以及原郊区的槐底街道、孙村街道的孙村、塔冢2个村划归裕华区管辖。
- 2001年3月21日，裕华区正式挂牌成立。
- 2001年9月21日，设立裕兴街道。
- 2003年，孙村街道更名为建通街道。
- 2007年3月，正式撤销留村乡。
- 2009年末，裕华区的宋营镇由石家庄高新区托管。
- 2013年8月，正式设立裕翔街道、建华南街道（冀民函[2013]132号批复）。

## 行政区划
裕华区下辖11个街道办事处、2个镇：
裕兴街道、裕强街道、东苑街道、建通街道、槐底街道、裕华路街道、裕东街道、裕翔街道、建华南街道和方村镇。
长江街道、太行街道、宋营镇由石家庄高新区托管。

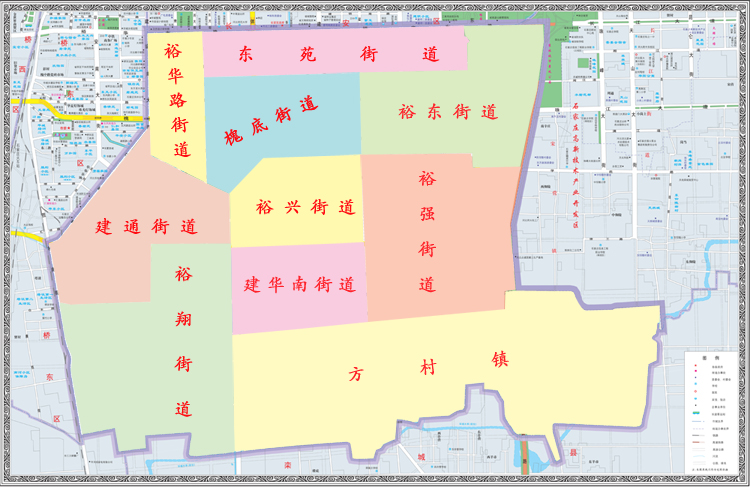

## 人口
据2019年数据，裕华区常住人口为57.61万人。
截至2020年11月1日，根據第七次全国人口普查結果顯示：裕華區常住人口771255人（不含石家莊高新技術開發區）。

## 交通
市区四横八纵”路网中，裕华路、槐安路“两横”，建设大街、体育大街、建华大街、翟营大街、谈固大街“五纵”以及已建成的地铁3号线和规划建设的4号线贯通辖区。境内还有 308国道和 新元高速

## 气候
裕华区属温带大陆性季风气候， 一年四季分明，年平均气温14.2℃。

## 教育
坐落于裕华区的大学有：
- 河北师范大学
- 河北科技大学
- 河北医科大学
- 石家庄经济学院
- 河北地质大学
- 河北经贸大学(东校区)
- 石家庄邮电职业技术学院
- 石家庄学院
- 河北化工医药职业技术学院
- 河北青年管理干部学院
- 河北行政学院

中学(部分)：
- 石家庄市第一中学(东校区)
- 石家庄市第八中学
- 石家庄市第十五中学
- 石家庄二十五中学
- 石家庄市第二十七中学
- 石家庄市第四十中学
- 石家庄市第四十四中学
- 石家庄市第四十九中学
- 石家庄外国语学校（原石家庄市第四十三中学）
- 石家庄第二外国语学校
- 河北师大附中（东校区）
- 卓达学校
- 精英中学

## 医疗
坐落于裕华区的医院有：
- 河北医科大学第一医院（首都医科大学宣武医院河北医院）
- 河北省儿童医院
- 河北友爱医院
- 河北中医药大学附属第四医院
- 石家庄市人民医院建华院区（北京大学人民医院石家庄医院）
- 石家庄市第五医院